# Ida Marcussen
Ida Marcussen (Kristiansand, 1º novembre 1985) è una multiplista norvegese.

## Biografia
Nel 2005 si classifica sesta agli Europei juniores e l'anno dopo conquista l'argento ai Mondiali juniores di Pechino con un punteggio di 6020.
Nel 2007 partecipa ai mondiali di Osaka e alla fine della prima giornata di gare si trova al 32º posto. Nella seconda giornata, grazie alle buone prestazioni offerte nel salto in lungo, nel giavellotto e negli 800, conclude all'undicesimo posto della classifica finale (6.226 punti, record norvegese).
Ai Giochi olimpici di Pechino 2008 si classifica solo 22^ nell'eptathlon.

## Palmarès
| Anno | Manifestazione   | Sede       | Evento     | Risultato | Prestazione | Note                                     |
| ---- | ---------------- | ---------- | ---------- | --------- | ----------- | ---------------------------------------- |
| 2007 | Mondiali         | Osaka      | Eptathlon  | 11ª       | 6226 p.     | Record nazionale                         |
| 2008 | Giochi olimpici  | Pechino    | Eptathlon  | 20ª       | 6 015 p.    |                                          |
| 2009 | Europei under 23 | Kaunas     | Eptathlon  | 7ª        | 5 882 p.    |                                          |
| 2009 | Mondiali         | Berlino    | Eptathlon  | 24ª       | 5 014 p.    |                                          |
| 2010 | Europei          | Barcellona | Eptathlon  | 13ª       | 6 029 p.    | Miglior prestazione personale stagionale |
| 2011 | Europei indoor   | Parigi     | Pentathlon | 11ª       | 4.283 p.    | Record nazionale                         |
| 2011 | Mondiali         | Taegu      | Eptathlon  | 18ª       | 5 911 p.    |                                          |
| 2012 | Europei          | Helsinki   | Eptathlon  | 8ª        | 6 073 p.    | Miglior prestazione personale stagionale |
| 2012 | Giochi olimpici  | Londra     | Eptathlon  | 26ª       | 5 846 p.    |                                          |
| 2013 | Universiadi      | Kazan'     | Eptathlon  | 5ª        | 6 066 p.    |                                          |
| 2013 | Mondiali         | Mosca      | Eptathlon  | 18ª       | 5 996 p.    |                                          |
| 2014 | Europei          | Zurigo     | Eptathlon  | 18ª       | 5 965 p.    |                                          |
| 2015 | Universiadi      | Gwangju    | Eptathlon  | Argento   | 5 865 p.    |                                          |
| 2015 | Mondiali         | Pechino    | Eptathlon  | 25ª       | 5 684 p.    |                                          |